# فاليري تسيبكالو
فاليري تسيبكالو (مواليد 22 فبراير 1965) هو سياسي ودبلوماسي ورجل أعمال بيلاروسي ودكتور في القانون الدولي وشغل منصب سفير في الولايات المتحدة والمكسيك بين عامي 1997 و 2002.